# 御成台
御成台（おなりだい）は、千葉県千葉市若葉区の地名。現行行政地名は御成台一丁目から御成台四丁目。郵便番号は265-0077。

## 概要
接する千葉県四街道市鷹の台と、住・学・働の複合的アメニティを目指したプロジェクトである御成台研究学園都市を形成する。株式会社フジタが宅地開発を手がけ、単なる学校と住宅地だけがある分譲住宅地ではなく、ひとつの文化圏を形成する複合開発都市を目指していた。
立地環境は21世紀の産業発展を構想した「千葉県新産業三角構想」での中心部に位置し、道路環境は東関東自動車道四街道インターチェンジから6キロメートル、京葉道路貝塚インターチェンジから同じく6キロメートル、国道51号から約1キロメートルに位置している。
鉄道は、東日本旅客鉄道総武線都賀駅からは約3キロメートル、千葉都市モノレール千城台駅からは団地入口まで約600メートル の位置にある。
開発面積は、1,212,000平方メートル、分譲面積は7,254平方メートルで分割は最低2,000平方メートルまでとなっている。地域指定は第1種中高層住居専用地域で建ぺい率60パーセント、容積率200パーセントとなっている。
近隣に東京情報大学が大学キャンパスを構えている。

### 地価
住宅地の地価は、2017年（平成29年）の公示地価によれば、御成台3丁目11番8 の地点で5万8200円/m2となっている。

## 世帯数と人口
2017年（平成29年）9月30日現在の世帯数と人口は以下の通りである。
| 丁目                 | 世帯数  | 人口    |
| -------------------- | ------- | ------- |
| 御成台一丁目         | 168世帯 | 391人   |
| 御成台二丁目         | 411世帯 | 1,102人 |
| 御成台三丁目・四丁目 | 400世帯 | 938人   |
| 計                   | 979世帯 | 2,431人 |

## 小・中学校の学区
市立小・中学校に通う場合、学区は以下の通りとなる。
| 丁目         | 番地 | 小学校                 | 中学校                 | 備考                                                                         |
| ------------ | ---- | ---------------------- | ---------------------- | ---------------------------------------------------------------------------- |
| 御成台一丁目 | 全域 | 千葉市立千城台東小学校 | 千葉市立千城台西中学校 |                                                                              |
| 御成台二丁目 | 全域 | 千葉市立千城台東小学校 | 千葉市立千城台西中学校 |                                                                              |
| 御成台三丁目 | 全域 | 千葉市立千城台東小学校 | 千葉市立千城台西中学校 |                                                                              |
| 御成台四丁目 | 全域 | 千葉市立更科小学校     | 千葉市立更科中学校     | 全域にて千葉市立千城台東小学校、千葉市立千城台西中学校への学区外通学承認地域 |

## 施設
- 御成台公園（三丁目）
- 東京情報大学（四丁目）